# Eburodacrys lanei
Eburodacrys lanei es una especie de escarabajo longicornio del género Eburodacrys, tribu Eburiini, subfamilia Cerambycinae. Fue descrita científicamente por Zajciw en 1958.

## Descripción
Mide 16,7-20 milímetros de longitud.

## Distribución
Se distribuye por Bolivia y Perú.